# Petra Kammerevert
Petra Kammerevert, née le 1er juin 1966 à Duisbourg, est une femme politique allemande, membre du Parti social-démocrate d'Allemagne (SPD). Elle est députée européenne de 2009 à 2024.

## Biographie

### Études et carrière professionnelle
Après avoir obtenu son Abitur à Düsseldorf en 1985, Petra Kammerevert étudie la sociologie et la science politique à l'université de Duisbourg. Elle obtient un diplôme en sciences sociales. 
Entre 1992 et 2002, elle travaille en tant que conseillère scientifique auprès du Parlement européen. Puis, de 2002 à 2009, elle est consultante pour le média allemand ARD.

### Carrière politique
Petra Kammerevert rejoint le Parti social-démocrate d'Allemagne (SPD) en 1984. De 1987 à 1990, elle participe à la direction du Jusos, l'organisation jeunesse du SPD, en Basse-Rhénanie. Elle devient, en 1997, membre du comité exécutif du SPD à Düsseldorf. 
Deux ans plus tard, elle est élue conseillère municipale de Düsseldorf. Elle le reste jusqu'en 2009, année durant laquelle elle est élue députée européenne. Elle est réélue au Parlement européen en 2014 et 2019.